# Гаплогруппа HV2a1 (мтДНК)
Гаплогруппа HV2a1 — гаплогруппа митохондриальной ДНК человека.

## Субклады
| Субклад  | Мутации (снипы)                              | География                                            |
| -------- | -------------------------------------------- | ---------------------------------------------------- |
| HV2a1a   | T246C                                        | Ближний Восток и Европа                              |
| HV2a1a1  | C151T _ T629C                                | Армения, Бельгия, Иран, Китай, Турция                |
| HV2a1a3^ | C72T! + C151T _ T15164C                      | Венгрия, Италия, Йемен, Словакия, США, Украина       |
| HV2a1a4  | T6632C                                       | Ливан, Соединённые Штаты Америки                     |
| HV2a1a5  | C195T!! _ C6491T                             | Армения, Бахрейн, Болгария, Германия, Иран, Пакистан |
| HV2a1a6  | G13708A                                      | Болгария, Германия, Швеция                           |
| HV2a1b   | G5821A _ T7684C _ C7927T _ T10304C _ T11254C | Азербайджан, Албания                                 |

## Палеогенетика

### Бронзовый век
Тель-Мегиддо
- I4518 | S4518.E1.L1 — Мегидо, Северный округ (Израиль) — 1550–1300 BCE — М — T1a1a1b2 (T-CTS2214) : HV2a1.[1]

### Средние века
Аланы
- DA146 | Alan1 — Дагомский могильник, кат.18 п.3 — Дагом, Алагирский район, Северная Осетия — Россия — VII–VIII вв. (1500–1100 BP) — Ж — HV2a1.[2][3]

## Публикации
2018
- Damgaard, P.d.B., Marchi, N., Rasmussen, S. et al. 137 ancient human genomes from across the Eurasian steppes. Nature (9 мая 2018).
- Афанасьев Г.Е., Коробов Д.С. Северокавказские аланы по данным палеогенетики // Этногенез и этническая история народов Кавказа. — Грозный, 2018. — С. 180—191. — ISBN 978-5-4314-0346-0.

2020
- Agranat-Tamir L, Waldman S, Martin MAS; et al. (2020-05-28). The Genomic History of the Bronze Age Southern Levant. Cell. 181 (5): 1146-1157.e11. doi:10.1016/j.cell.2020.04.024. PMID 32470400. {{cite journal}}: Явное указание et al. в: |author= (справка)Википедия:Обслуживание CS1 (множественные имена: authors list) (ссылка)